# شارل بودلر
شارل پیر بودلر (به فرانسوی: Charles Pierre Baudelaire)‏ (۹ آوریل ۱۸۲۱–۳۱ اوت ۱۸۶۷) شاعر و نویسندهٔ فرانسوی بود.

## زندگی
شارل در پاریس زاده شد. او تحت تأثیر پدر به سمت هنر گرایش پیدا کرد، زیرا بهترین دوستان پدرش هنرمند بودند. شارل بیشتر روزها با پدرش به دیدن موزه‌ها و نگارخانه‌ها می‌رفت. در ۶ سالگی پدرش را از دست داد. یک‌سال بعد از مرگ پدر، مادرش با سروانی به نام ژاک اوپیک ازدواج کرد. شارل همواره از این پیوند ناخشنود بود. در ۱۱ سالگی مجبور شد همراه خانواده به لیون مهاجرت کند. در مدرسه شبانه‌روزی با همکلاسی‌هایش سازگار نبود و دچار کشمکش‌های زیادی با آن‌ها می‌شد. تا اینکه در آوریل ۱۸۳۹ سالی که می‌بایست دانش‌آموخته شود، از مدرسه اخراج شد. در ۲۱ سالگی میراث پدر را به ارمغان برد، اما با بی‌پروایی این میراث را به نابودی کشاند. شارل در ۲۱ سالگی ازدواج کرد. او علاوه بر شعر به کار نقد روی آورد. شارل بودلر از مطرح‌ترین ادیبان مکتب سمبولیسم بود. او در سال ۱۸۶۷ بر اثر یک سکته قلبی و از کار افتادن نیمی از بدنش از دنیا رفت. شارل اولین کسی بود که واژه مدرنیته را در مقالات خود بکار برد. وی در سن ۲۴ سالگی که به شدت مقروض بود و به آینده خود در عرصه شعر و شاعری اطمینان نداشت، در آن نامه خطاب به معشوقه خود و منبع الهام بسیاری از شعرهایش نوشته بود:
«دارم خودم را می‌کشم چون عذاب خوابیدن و عذاب بیدار شدن برایم تحمل ناپذیرشده است. خودم را می‌کشم چون باور دارم که نامیرا و جاودانه ام، و به این امیدوارم … وقتی که تو این نامه را می‌خوانی من دیگر مرده‌ام.» «چندی قبل نامهٔ مذکور در یک حراجی در فرانسه به مبلغی حدود ۲۳۴ هزار دلار به فروش رسید»
او در ماه مارس سال ۱۸۶۶ بر اثر سقوط بر سنگ‌فرش کلیسایی در بلژیک، دچار فلج مغزی شد. مادرش او را در بیمارستانی در پاریس بستری کرد تا این که سرانجام در روز سی و یکم اوت ۱۸۶۷ در ۴۶ سالگی، پس از احتضاری طولانی از دنیا رفت و در گورستان مون پارناس به خاک سپرده شد.

## تأثیرات
بودلر سرآغاز تحول بزرگی در ادبیات فرانسه شد. می‌توان گفت تمامی شاعران پس از او به‌نحوی سلاله بودلر هستند. بودلر چهل سال پس از مرگش بزرگ‌ترین شاعر فرانسه لقب گرفت. و نسل عظیمی از شاعران از او تأثیر پذیرفتند: پل ورلن، آرتور رمبو، استفان مالارمه و حتی سوررئالیست‌ها. در حالی‌که ورلن و رمبو در مسیر عاطفه و احساس مسیر بودلر را پیش گرفتند، مالارمه به قول پل والری در عرصه تکامل و خلوص ناب شاعرانه از او الهام گرفت.
به جز شاعران، رمان‌نویسان فرانسوی هم از تأثیر بودلر برکنار نماندند، از جمله آنان می‌توان به مارسل پروست اشاره کرد که در تجلیل کلام بودلر که به نظر او «قوی‌ترین کلامی است که تاکنون از دهان بنی‌بشری بیرون آمده‌است» می‌گوید: این احساسات، حس درد و مرگ و برادری فروتنانه، بودلر را سرآمد شاعرانی می‌سازد که برای مردم و برای دنیای ماورا سخن گفته‌اند. کلمات پرطمطراق هوگو، گفتگوهایش با خدا، آن همه قیل‌وقال، با آنچه بودلر رنجور در انس دردمندانه قلب و جسمش حس کرده‌است، به هیچ وجه قدرت برابری ندارد. از صفات دیگر بودلر که راستی حیرت‌انگیز است، تناقض گویی اوست. دیالکتیک تناقض جزئی از وجود این شخصیت یگانه است و هیچ وجه متظاهرانه‌ای ندارد و کاملاً اصیل است. مارسل پروست در باب این تناقض می‌گوید: در «گل‌های بدی» این کتاب ممتاز، ترحم ریشخند می‌زند، فسق و فجور صلیب بر خود می‌کشد، و تعلیمِ عمیق‌ترین آموزه‌های الهیات به شیطان سپرده می‌شود.

## نمونهٔ اشعار
«تطابقات»
طبیعت معبدی است که ستون‌های زنده‌اش
گاه می‌گویند کلمات گنگی را.
آدمی می‌گذرد از جنگل انبوه تمثیل‌ها
که او را می‌نگرند با نگاه‌های آشنا.
به‌سان پژواک‌های بلندی که در دوردست درمی‌آمیزند
در وحدتی ژرف و ظلمانی
گسترده چون آسمان و چون روشنایی
عطرها و رنگ‌ها و اصوات به هم پاسخ می‌گویند.
عطرهایی گاه تازه چون تن کودکان
لطیف چون نوای نی، سرسبز چون مرغزاران،
و عطرهای دیگر فاسد، غنی، فتح‌کنان،
به انبساط چیزهای بی‌پایان
مانند عنبر و مُشک و عود و کندر
می‌سرایند هیجان حواس و شور روان را.
ترجمهٔ داریوش شایگان
«بیگانه»
بگو ای مرد معمایی، کدام را بیشتردوست داری
پدرت، مادرت، خواهرت یا برادرت؟
-نه پدر دارم نه مادر، نه خواهر و نه برادر.
دوستانت؟
سخنی می‌گویید که معنایش تا کنون در نظرم ناشناخته مانده.
وطنت؟
نمی‌دانم در کدام سرزمین جای دارد.
زیبایی؟
او را دوست می‌داشتم اگر به کمال رسیده و جاودانی بود.
زر؟
از آن بیزارم همانگونه که شما از خدا بیزارید.
هان، پس چه دوست داری، ای بیگانهٔ عجیب؟
ابرها را دوست دارم، ابرهایی که در آنجا می‌گذرند… در آنجا… آن ابرهای شگفت‌انگیز.
ترجمهٔ محمدعلی اسلامی ندوشن